# Patinapta laevis
Patinapta laevis is een zeekomkommer uit de familie Synaptidae.
De wetenschappelijke naam van de soort werd in 1899 gepubliceerd door F.P. Bedford.